# Recipe for Hate
Recipe for Hate — сьомий студійний альбом панк-рок гурту Bad Religion, виданий 4 червня 1993. Це останній альбом на лейблі Epitaph Records у наступні 9 років (аж до альбому 2002 The Process of Belief) через перехід до Atlantic Records.
До перевидання, Recipe for Hate отримав змішані відгуки критиків, на яких цей альбом справив менше враження в порівнянні з попередніми релізами. Recipe for Hate також перший альбом Bad Religion, що потрапив в чарт США, дебютувавши на #14 у чарті Billboard Heatseekers, з композиціями «American Jesus» та «Struck a Nerve» які надалі стали відомими рок радіо хітами.

## Вікдуги
Recipe for Hate було видано 4 червня 1993 року на Epitaph Records. Невдовзі після релізу, Bad Religion підписали контракт з Atlantic Records, які швидко перевидали альбом. Хоча Recipe for Hate не потрапив у Billboard 200, він дебютував на 14 позиції у чарті Billboard Heatseekers chart. Сингли, «American Jesus» та «Struck a Nerve», також не потрапили в чарт, але потрапили в ефір MTV.

## Список композицій
| #   | Назва                       | Автор                    | Тривалість |
| --- | --------------------------- | ------------------------ | ---------- |
| 1.  | «Recipe for Hate»           | Граффін                  | 2:02       |
| 2.  | «Kerosene»                  | Гуревич                  | 2:41       |
| 3.  | «American Jesus»            | Гуревич, Граффін         | 3:17       |
| 4.  | «Portrait of Authority»     | Граффін                  | 2:44       |
| 5.  | «Man With a Mission»        | Гуревич                  | 3:11       |
| 6.  | «All Good Soldiers»         | Гуревич                  | 3:07       |
| 7.  | «Watch it Die»              | Граффін                  | 2:34       |
| 8.  | «Struck a Nerve»            | Граффін                  | 3:47       |
| 9.  | «My Poor Friend Me»         | Граффін                  | 2:42       |
| 10. | «Lookin' in»                | Граффін                  | 2:03       |
| 11. | «Don't Pray on Me»          | Гуревич                  | 2:42       |
| 12. | «Modern Day Catastrophists» | Граффін                  | 2:46       |
| 13. | «Skyscraper»                | Гуревич                  | 3:15       |
| 14. | «Stealth» (Hidden track)    | Бентлі, Гуревич, Schayer | 0:42       |

## Учасники запису
- Грег Граффін — вокал
- Бретт Гуревич — гітара, бек-вокал
- Грег Гетсон — гітара
- Джей Бентлі — бас-гітара, бек-вокал
- Боббі Шаєр — ударні
- Едді Веддер з Pearl Jam — запрошений вокаліст у «American Jesus» та «Watch It Die»
- Johnette Napolitano з Concrete Blonde — прошений вокаліст у «Struck A Nerve»
- John Wahl — гітара у «Kerosene»
- Chris Bagarozzi — гітара у «Kerosene»
- Greg Leisz — Slide гітара у «Man With a Mission»
- Joe Peccerillo — ведуча гітара у «All Good Soldiers», помічник інженера
- Paul Dugre — інженірінг
- Donnell Cameron — інженірінг
- Scott Stillman — помічник інженера
- Alison Dyer — фото
- Doug Sax — мастерінг
- Frederico Carlo mel Hidalgo — арт директор